# Hans Ertl (hockey sur glace)
Pour les articles homonymes, voir Ertl.
Johann « Hans » Ertl (né le 30 janvier 1909 à Vienne, date de décès inconnue) est un joueur professionnel autrichien de hockey sur glace.

## Carrière
Hans Ertl commence sa carrière en 1926 au Pötzleinsdorfer Sport Klub. Au début de la saison 1930-1931, il rejoint le Mödlinger EC avant de retourner au PSK en décembre 1930. Il est champion d'Autriche en 1932. Après le changement de nom du PSK en 1932 en EK Engelmann Vienna, il continue à y jouer jusqu'en 1933. Il rejoint ensuite le Zürcher SC puis le SG Cortina. En 1938, après l'Anschluss, il s'engage au Berlin SC. Après la Seconde Guerre mondiale, où il est soldat de l'armée allemande, il est joueur-entraîneur du HC Crans-Montana pendant la saison 1950-1951 du championnat régional du Valais.
Hans Ertl a quarante-et-une sélections avec l'équipe nationale. Il participe aux Jeux olympiques de 1928 à Saint-Moritz ainsi qu'aux championnats du monde 1930 où l'Autriche prend la médaille de bronze et 1933 et aux championnats d'Europe 1929 où l'Autriche remporte la médaille de bronze et 1932. Il n'est plus sélectionné, car la fédération autrichienne refuse les joueurs évoluant à l'étranger. Après l'Anschluss, il fait partie de l'équipe d'Allemagne deux fois.